# Comté de Johnson (Arkansas)
Pour les articles homonymes, voir Johnson et Comté de Johnson.
Le comté de Johnson (en anglais : Johnson County) est un comté du nord-ouest de l'État de l'Arkansas aux États-Unis. Son siège est Clarksville. C'est un dry county.

## Histoire
Le comté est fondé le 16 novembre 1833 et est nommé d'après Benjamin Johnson (en) (1784-1849), un juge de l'Arkansas.

## Démographie
Au recensement de 2010, il comptait 25 540 habitants. 
| 1840  | 1850  | 1860  | 1870  | 1880   | 1890   | 1900   | 1910   |
| ----- | ----- | ----- | ----- | ------ | ------ | ------ | ------ |
| 3 433 | 5 227 | 7 612 | 9 152 | 11 565 | 16 758 | 17 448 | 19 698 |

| 1920   | 1930   | 1940   | 1950   | 1960   | 1970   | 1980   | 1990   |
| ------ | ------ | ------ | ------ | ------ | ------ | ------ | ------ |
| 21 062 | 19 289 | 18 795 | 16 138 | 12 421 | 13 630 | 17 423 | 18 221 |

| 2000   | 2010   | - | - | - | - | - | - |
| ------ | ------ | - | - | - | - | - | - |
| 22 781 | 25 540 | - | - | - | - | - | - |